# 刘敬民
刘敬民（1952年—），男，河北人，中华人民共和国政治人物。

## 生平
1991年，担任北京市宣武区区长。1994年，任中共北京市宣武区委书记。1996年，任北京市人民政府市长助理。1998年，担任北京市副市长。2008年，当选第十一届全国政协委员，代表体育界，分入第四十三组。2012年，辞去副市长职位。